# Wyatt Cenac
Wyatt Cenac, född 19 april 1976 i New York, är en amerikansk komiker, som bland annat gör inslag för The Daily Show with Jon Stewart. Han har även varit manusförfattare till Fox serie King of the Hill.